# T-Stoff
 (septembre 2023).
Si vous disposez d'ouvrages ou d'articles de référence ou si vous connaissez des sites web de qualité traitant du thème abordé ici, merci de compléter l'article en donnant les références utiles à sa vérifiabilité et en les liant à la section « Notes et références ».
Le T-Stoff, en français : « substance T », est le nom de code allemand désignant un ergol liquide jouant le rôle de comburant d'un propergol liquide conçu pour certains avions-fusées de la Seconde Guerre mondiale.
Le T-Stoff est un concentré stabilisé à 80 % de peroxyde d'hydrogène. 

## Composition
Le T-Stoff était composé :
- d'une fraction oxydante à 80 % de peroxyde d'hydrogène (H2O2) et 20 % d'eau (H2O), l'eau ayant pour fonction d'éviter la déflagration incontrôlée du peroxyde (constatée expérimentalement à partir d'une concentration massique de 85 % de peroxyde d'hydrogène)
- de stabilisateurs : acide phosphorique, phosphate de sodium et 8-hydroxyquinoléine.

## Utilisation
Avec le C-Stoff, il était utilisé comme carburant hypergolique pour les Messerschmitt Me 163 et Messerschmitt Me 263, avec un rapport de mélange de trois part de C-Stoff pour une de T-Stoff. 

## Précautions d'emploi
Comme les C-Stoff et T-Stoff étaient d'apparence semblable, il était nécessaire de s'assurer par une procédure rigoureuse que chaque carburant était chargé dans le bon réservoir, toute interversion entraînant la destruction de l'appareil.
En raison de son fort potentiel d'oxydation, le T-Stoff était très dangereux à manipuler. Des combinaisons spéciales caoutchoutées étaient requises, car il risquait d'enflammer tout matériau combustible à son contact.